# Jason Evers
Pour les articles homonymes, voir Evers.
Jason Evers est un acteur américain né le 2 janvier 1922 à New York, New York (États-Unis), mort le 13 mars 2005 à Los Angeles (Californie).

## Filmographie
- 1943 : Guadalcanal (Guadalcanal Diary) : Bit Role
- 1944 : Greenwich Village : Young Man
- 1944 : Three Is a Family : Naval Officer
- 1960 : L'Héritier d'Al Capone (Pretty Boy Floyd) : Sheriff Blackie Faulkner
- 1962 : House of Women : Dr. F.M. Conrad
- 1962 : The Brain That Wouldn't Die : Dr. Bill Cortner
- 1963 : Channing (série TV) : Professor Joseph Howe (unknown episodes)
- 1966 : Dawn of Victory : Jesus
- 1967 : Three for Danger (TV) : Kirk
- 1967 et 1968 : Les Mystères de l'Ouest (The Wild Wild West), de Michael Garrison (série TV)
  - La Nuit de la Princesse (The Night of the Running Death), Saison 3 épisode 15, de Gunnar Hellstrom (1967) : Christopher Kohner
  - La Nuit des Monstres marins (The Night of the Kraken), Saison 4 épisode 6, de Michael Caffey (1968) : Commander Beech
- 1968 : Star Trek (TV) : épisode Clin d'œil : Rael
- 1968 : Syndicat du meurtre (P.J.) de John Guillermin : Jason Grenoble
- 1968 : Les Bérets verts (The Green Berets) : Capt. Coleman
- 1968 : Mannix (série TV), épisode The Silent Cry / Le Cri du Silence : Le Tueur
- 1969 : Mission impossible (série TV), épisode 13 saison 3 L'esprit de Stefan Miklos (The mind of Stefan Miklos) : Walter Townsend
- 1969 : Mission impossible (série TV), épisode 10 saison 4: Le bouddha de Pékin (The double circle) : Ray Dunson
- 1969 : L'Homme tatoué (The Illustrated Man) : Simmons
- 1969 : A Man Called Gannon : Mills
- 1969 : The Young Lawyers (TV) : Michael Cannon
- 1971 : Les Évadés de la planète des singes (Escape from the Planet of the Apes) : E-2
- 1973 : Shadow of Fear : Martin Forester
- 1974 : Fer-de-Lance (TV) : Commander Kirk
- 1977 : Claws : Jason Monroe
- 1977 : A Piece of the Action : Ty Shorter
- 1978 : Emergency: Survival on Charter#220 (TV)
- 1978 : Barracuda : Dr. Elliot Snow
- 1981 : Golden Gate (TV) : Harry Stillwell
- 1984 : Shérif, fais-moi peur (série télévisée) saison 7 épisode 13 "La maison hantée" : Larson
- 1990 : Basket Case 2 : Lou the Editor